# Wanderungen durch die Mark Brandenburg

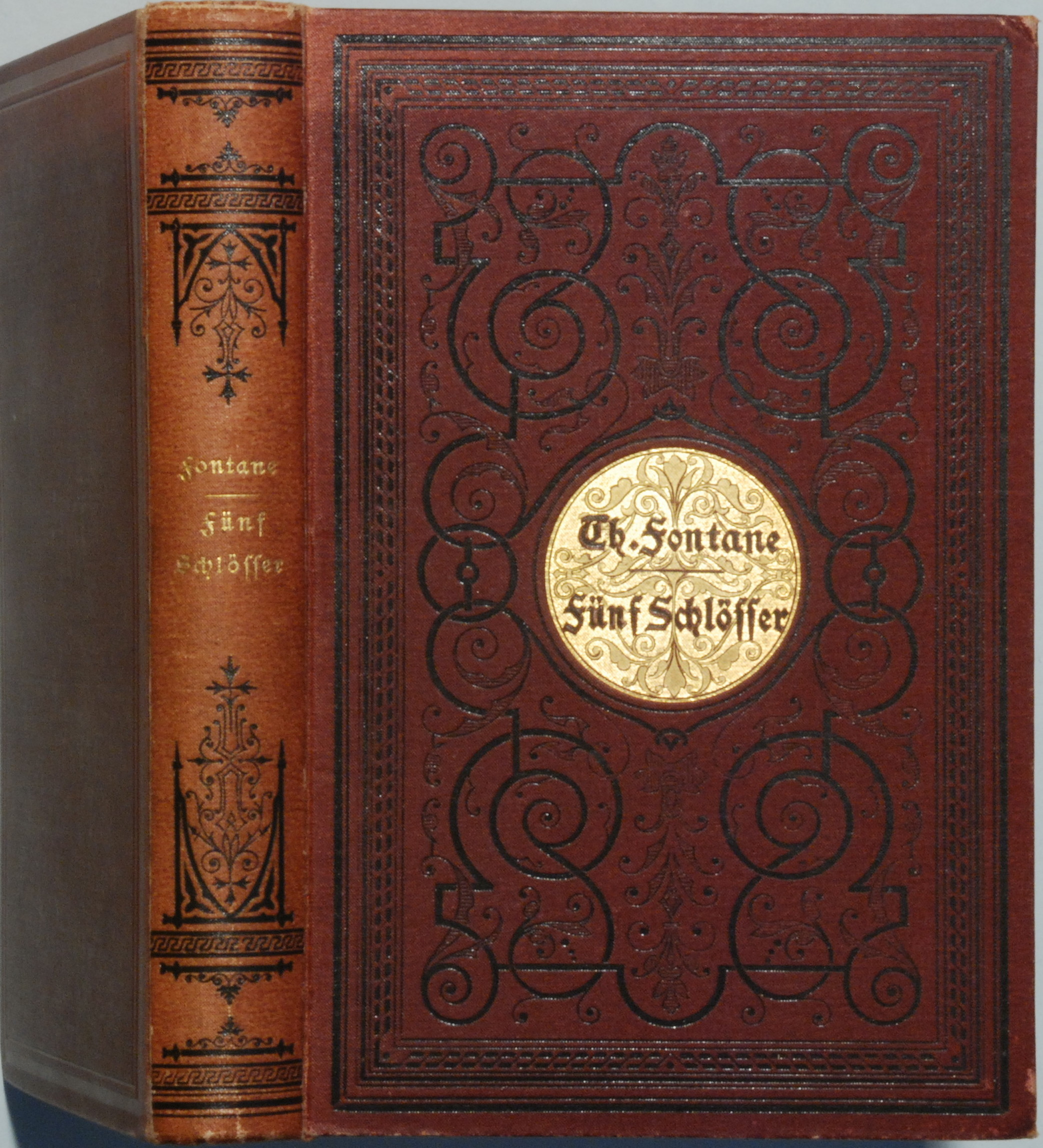
Omslag van de eerste druk van het vijfde deel, Fünf Schlösser (1889).

De vijf banden van Wanderungen durch die Mark Brandenburg (Tochten in de Mark Brandenburg) zijn het meest omvangrijke werk van de Duitse schrijver Theodor Fontane (Neuruppin, 30 december 1819 - Berlijn, 20 september 1898). Hij beschrijft hierin kastelen, kloosters, plaatsen en landstreken van de mark Brandenburg met hun bewoners en geschiedenis. Het boek, dat tussen 1862 en 1889 verscheen, is een uiting van het toegenomen nationale zelfbewustzijn van Pruisen en van de Romantiek. De indrukken en geschiedkundige kennis die Fontane tijdens het werk aan de Wanderungen opdeed, vormden de basis voor zijn latere grote romans, zoals Effi Briest en Der Stechlin.

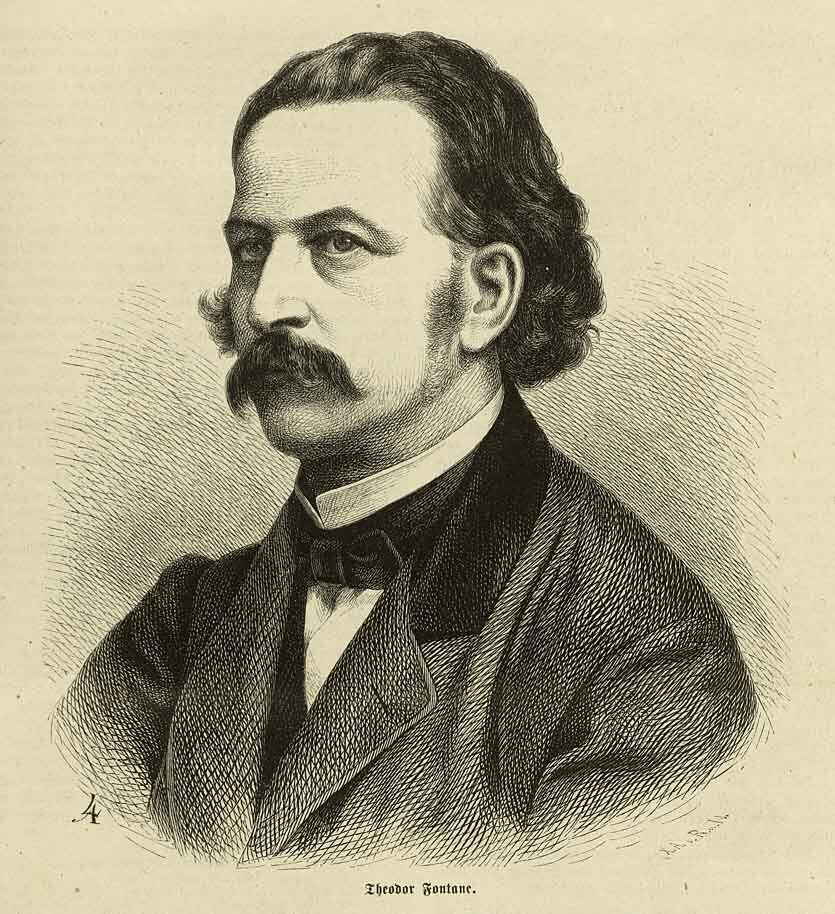
Fontane in 1860.

## Rondgezworven "zoals mijn hart mij ingeeft"
De Wanderungen durch die Mark Brandenburg zijn ook nu nog populair in Duitsland. Niet alleen folders, reisgidsen en streekbeschrijving uit Brandenburg citeren met graagte Fontane, maar ook de geschiedwetenschap heeft na lang twijfelen vrede gesloten met Fontanes werk. De blijvende fascinatie voor de Wanderungen berust op de mengeling van precieze beschrijving, cultuurhistorische achtergronden en de literaire uitdrukkingsvaardigheid van de verteller Fontane. De auteur, die geldt als een van de belangrijkste vertegenwoordigers van het burgerlijk realisme, deed voor zijn schetsen uitvoerig onderzoek naar de geschiedenis van de Mark Brandenburg.
Fontane bereikt als geschiedschrijver zijn hoogtepunt met de laatste band, Fünf Schlösser, want, zo schrijft hij in het voorwoord, "waar ik mijn Wanderungen misschien als vertelsels of feuilletons mag betitelen, zijn deze "Fünf Schlösser" evenzovele historische detailstudies […]" Deze studies waren door Fontane niet als vervolg op de vier tot dan toe verschenen delen bedoeld, maar werden pas na zijn overlijden aan de Wanderungen toegevoegd. In tegenstelling tot het vijfde deel, wordt in de eerste vier "daadwerkelijk gewandeld, en hoe vaak ik ook de ransel mag afdoen of de wandelstok mag neerleggen om de geschiedenis van plaatsen en personen eerst te horen en vervolgens verder te vertellen, steeds ben ik onderweg, steeds in beweging en het liefste zonder vooraf vastgelegde route, zoals mijn hart mij ingeeft." Welke streken van de Mark Brandenburg Theodor Fontane voor zijn plezier bezocht, blijkt uit de titels van de afzonderlijke delen.

## De vijf delen: Titellijst
1. 1862 Die Grafschaft Ruppin (herdrukken tijdens het leven van Fontane: 1865, 1875, 1883, 1892, 1896) [Het graafschap Ruppin]
2. 1863 Das Oderland (1868, 1880, 1889, 1892) [Het Oderland]
3. 1873 Havelland (1880, 1889, 1892) [Havelland]
4. 1882 Spreeland (1886, 1892) [Spreeland]
5. 1889 Fünf Schlösser [Vijf kastelen]

## Geschiedenis van deWanderungen

### Willibald Alexis en Sir Walter Scott

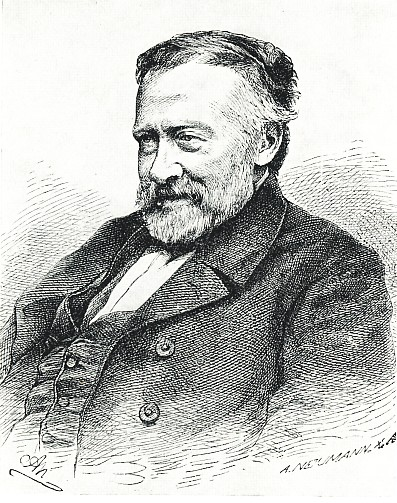
Willibald Alexis door A. Neumann (1872).

Reeds in de romans van Willibald Alexis namen het landschap van de Mark Brandenburg, cultuurhistorische exactheid en onderbouwing vanuit de bronnen een centrale plaats in. "Waar Alexis in de Duitse literatuurgeschiedenis geldt als de grondlegger van de historische roman in het tijdvak van het burgerlijk realisme, belichaamt Fontane haar hoogtepunt op dit gebied." Waar Alexis in de roman Die Hosen des Herrn von Bredow zijn personage Ruprecht de oorsprongslegende van het cisterciënzerklooster Lehnin in weliswaar fraaie bewoordingen, maar historisch correct laat vertellen, verlaat Fontane in de Wanderungen de romanvorm en vertelt dezelfde legende als een historisch verslag. Beide schrijvers stamden uit hugenootse families, beiden behoorden in politieke zin tot het burgerlijk-liberale kamp, beiden waren toneelrecensent bij de Vossische Zeitung en beiden vonden hun materiaal in de brandenburg-pruisische en Berlijnse geschiedenis. Ondanks deze vele overeenkomsten las Fontane het werk van de zogenoemde "märkische Walter Scott" pas aan het eind van de jaren 1860, nadat hij al begonnen was met de Wanderungen.

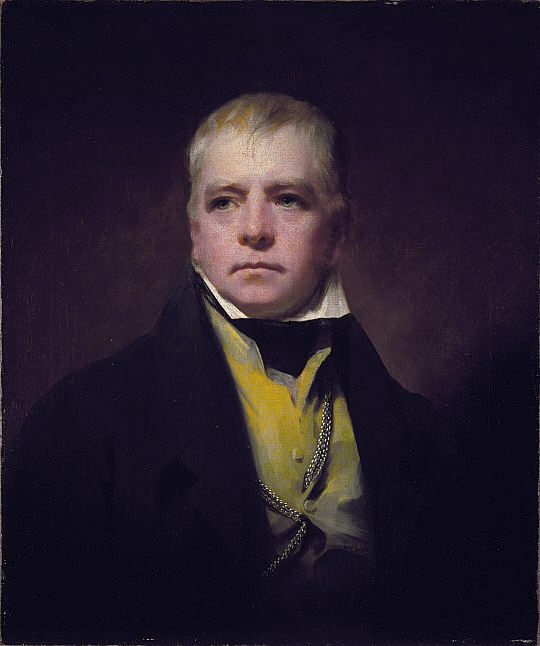
Sir Walter Scott door Henry Raeburn (1822).

Daarentegen had Fontane al in zijn jeugd historische romans als Ivanhoe gelezen van het grote voorbeeld van Alexis, de Schot Sir Walter Scott. In een brief vatte hij dit kort samen: "[…] hebben beiden mijn latere schrijfwerk beïnvloed, maar slechts in algemene zin, wat betreft de richting. Van invloed op afzonderlijke werken ben ik mij nooit bewust geweest." In een essay uit 1872 (eerste versie) over Willibald Alexis uitte Fontane kritiek op diens verheerlijking van het verleden in enkele passages over met name de burgerij van Berlijn en op zijn breedsprakigheid. Contact tussen de beide grote romanschrijvers uit de Mark is er niet geweest; Fontane heeft slechts als kind zijn "voorganger" Alexis ontmoet in de badplaats Heringsdorf aan de Oostzee op het eiland Usedom.

### "Ga er heen en laat het zien"
Het plan voor de Wanderungen ontstond, zo vertelt Fontane in het voorwoord van het eerste en het nawoord van het vierde deel, in augustus 1858 tijdens een roeitocht in Schotland. Bij de aanblik van een oud Schots kasteel op een eiland in Loch Leven dacht hij met weemoed terug aan Slot Rheinsberg en besefte hij dat de reis naar Rheinsberg in zijn eigen "geboortestreek" niet minder mooi was dan de reis naar Schotland. "Ja, dit alles heeft de Mark Brandenburg ook. Ga er heen en laat het zien". Het "uit liefde en aanhankelijkheid aan de geboortegrond geboren" besluit om de schatten van land en cultuur voortaan thuis in plaats van in het buitenland te zoeken, bracht hem ertoe om tussen 1859 en 1889 gedurende dertig jaar de Mark Brandenburg te doorkruisen.

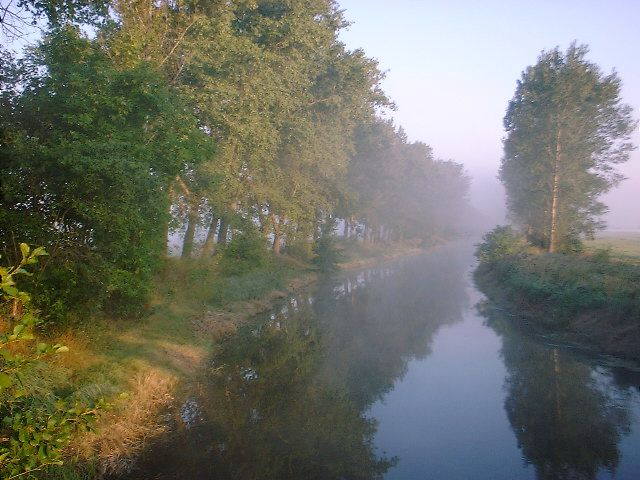
De Nuthe.

Landschappen, gebouwen, geschiedenis – met uitzondering van Potsdam en Berlijn is bijna alles in het gebied tussen Oder en Elbe op zijn best middelmatig. Bijna iedere Duitse deelstaat heeft meer te bieden: hogere bergen, indrukwekkender dalen, trotsere kastelen en bredere stromen, waar de "grote" geschiedenis geschreven werd en meer dan alleen nog een vaag spoor van het verleden te vinden is, zoals bij het riviertje de Nuthe het geval is, de grens tussen Slaven en Duitsers ten tijde van het ontstaan van de Mark Brandenburg. Fontane dreef dan ook de spot met de Nuthe en haar nog kleinere zuster de Nieplitz, omdat in vergelijking met hen de Havel de indruk wekte dat men aan de oevers van de grote Wolga stond. In geen geval wilde hij "met geweld een bescheiden dienstmaagd" oppoetsen tot "een sindsdien miskende koningin". "De Zwitserlanden worden steeds kleiner", zo becommentarieerde hij de zucht tot overdrijving die ertoe zou leiden dat de Mark met de Ruppiner Schweiz en de Märkische Schweiz "spoedig evenveel Zwitserlanden [zal bezitten] als het oude, enigszins misbruikte origineel kantons heeft".
Fontane is er echter wel in geslaagd om zich met zijn fijngevoeligheid voor de geschiedenis, de mensen en de natuur te verdiepen in de weinig spectaculaire, stille bekoorlijkheden van de Mark Brandenburg. Het oog en de ontvankelijkheid van de dichter voor de betovering der kleine dingen en de precieze beschrijvingen van de auteur maken in de Wanderungen van het onbeduidende riviertje de Nuthe een spannend stuk historie en uit vlakke zandstreken interessante landschappen vol afwisseling.
"Ik ben door de Mark getrokken en heb in haar meer schatten aangetroffen dan ik durfde te hopen. Iedere voetbreed land was bezield en vol persoonlijkheden […] waar het oog maar op viel, alles was rijkelijk gestempeld door het verleden." De bronnen voor deze gevonden "schatten" waren voor Fontane zowel observaties en belevenissen als de gesprekken die hij tijdens zijn omzwervingen voerde met leden van alle lagen van de maatschappij. Daarnaast verdiepte hij zich in brieven, memoires, monografieën, sagen, legenden en romans en deed hij grondig historisch onderzoek. Hij bestudeerde familiearchieven en hij reisde verschillende malen naar het dorp Gröben om het oudste parochieregister van de Mark te raadplegen. Doorgaans heeft hij zijn bronnen opgenomen in de annotatie.

### Met een boog om Berlijn en Potsdam heen
Ondanks zijn historisch realisme en bronnenonderzoek werkte Fontane vaak weinig systematisch en liet hij zich vooral leiden door wat hem persoonlijk boeide ("het liefste zonder vooraf bepaalde route, zoals mijn hart mij ingeeft"). Bekeken in samenhang met deze werkwijze wordt duidelijk waarom Fontane met zijn voorliefde voor de "kleine dingen" het "grote" Berlijn en het "grote" Potsdam vermeed. In beide grote steden was het lastig om "rond te trekken", terwijl bovendien het bronnenonderzoek dat hij hier had moeten verrichten haast oeverloos was. De beschreven dorpen, stadjes, kloosters, adellijke families, riddergeslachten en landstreken waren overzichtelijk en het onderzoek van de historische bronnen steeds beperkt, zodat het binnen een bepaalde tijd afgesloten kon worden. Door deze keuze kon hij steeds volgens zijn eigen wensen een tocht combineren met bronnenonderzoek en schrijfwerk. Zelfs zonder uitvoerige verhandelingen over Berlijn en Potsdam, die hij slechts kort met enkele toen nog zelfstandige dorpen beschrijft, had Fontane een zodanige overvloed aan bronnen en vakliteratuur, aan briefjes en notities verzameld, dat hij aanvankelijk van plan was om 20 delen van de Wanderungen uit te brengen.

## De vijf delen

### Voorpublicaties en edities

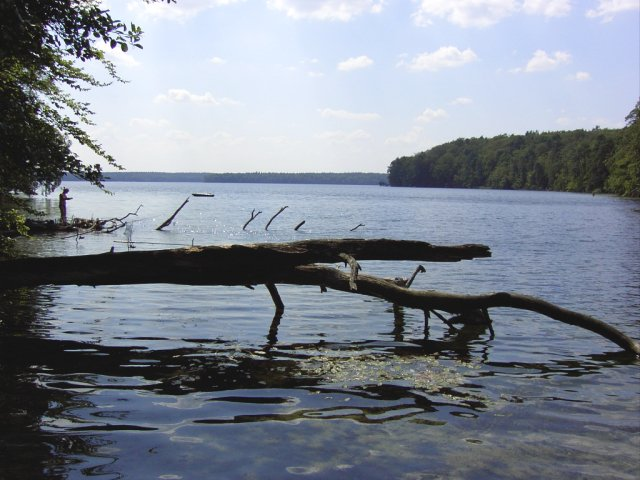
De Grote Stechlin in het graafschap Ruppin.

Zijn eerste tocht in de Mark Brandenburg maakte Fontane van 18 tot 23 juli 1859 in het gebied rond Neuruppin. In september van dat jaar verscheen het eerste artikel "In den Spreewald" en al de volgende maand begon in de Neue Preußische Zeitung (beter bekend als de Kreuzzeitung) een zesdelige artikelenserie getiteld Märkische Bilder. In het Morgenblatt für gebildete Leser verschenen van 1860 tot en met 1864 vervolgschetsen onder de titel Bilder und Geschichten aus der Mark Brandenburg. In oktober 1860 besloot Fontane om de tot dan toe verschenen artikelen te bundelen. In november 1861, maar gedateerd 1862, verscheen Die Grafschaft Ruppin als eerste deel van de Wanderungen.
Ook de delen Havelland, dat in de eerste druk nog Osthavelland werd genoemd, en Spreeland verschenen niet zoals op het titelblad aangegeven in 1873 en in 1882, maar reeds aan het eind van het voorgaande jaar. De latere gezamenlijke uitgave van de eerste vier delen uit 1892 met de definitieve versie van de tekst werd op het titelblad aangekondigd als Wohlfeile Ausgabe (Goedkope editie). Voor deze "volksuitgave" had Fontane zowel passages geschrapt als toegevoegd. De geschrapte hoofdstukken worden tegenwoordig deels als bijlage toegevoegd aan de verzamelde edities. Teksten die Fontane niet in zijn boeken heeft verwerkt, zijn – net als concepten, plannen en versies uit de nalatenschap – opgenomen in de achtdelige uitgave van de Wanderungen die onderdeel is van de Große Brandenburger Ausgabe van Fontane. De titels van de drie toegevoegde delen zijn:
- Dörfer und Flecken im Lande Ruppin (Dorpen en vlekken in het Land Ruppin)
- Das Ländchen Friesack und die Bredows (Het Land Friesack en het geslacht Von Bredow)
- Personenregister, Geografisches Register (Personenregister, geografisch register)

### Korte beschrijving van de inhoud
Naast zijn beschrijving van zowel landstreken en plaatsen als geschiedenis, legenden en sagen wijdt Fontane uitvoerige passages aan de landadel van de Mark, belangrijke families en riddergeslachten. In veel stukken is de "geschiedenis" gelijk aan "familiegeschiedenis". Daarom worden in het volgende overzicht aan het eind van de delen steeds de belangrijkste besproken geslachten vermeld.

#### Die Grafschaft Ruppin, 1862

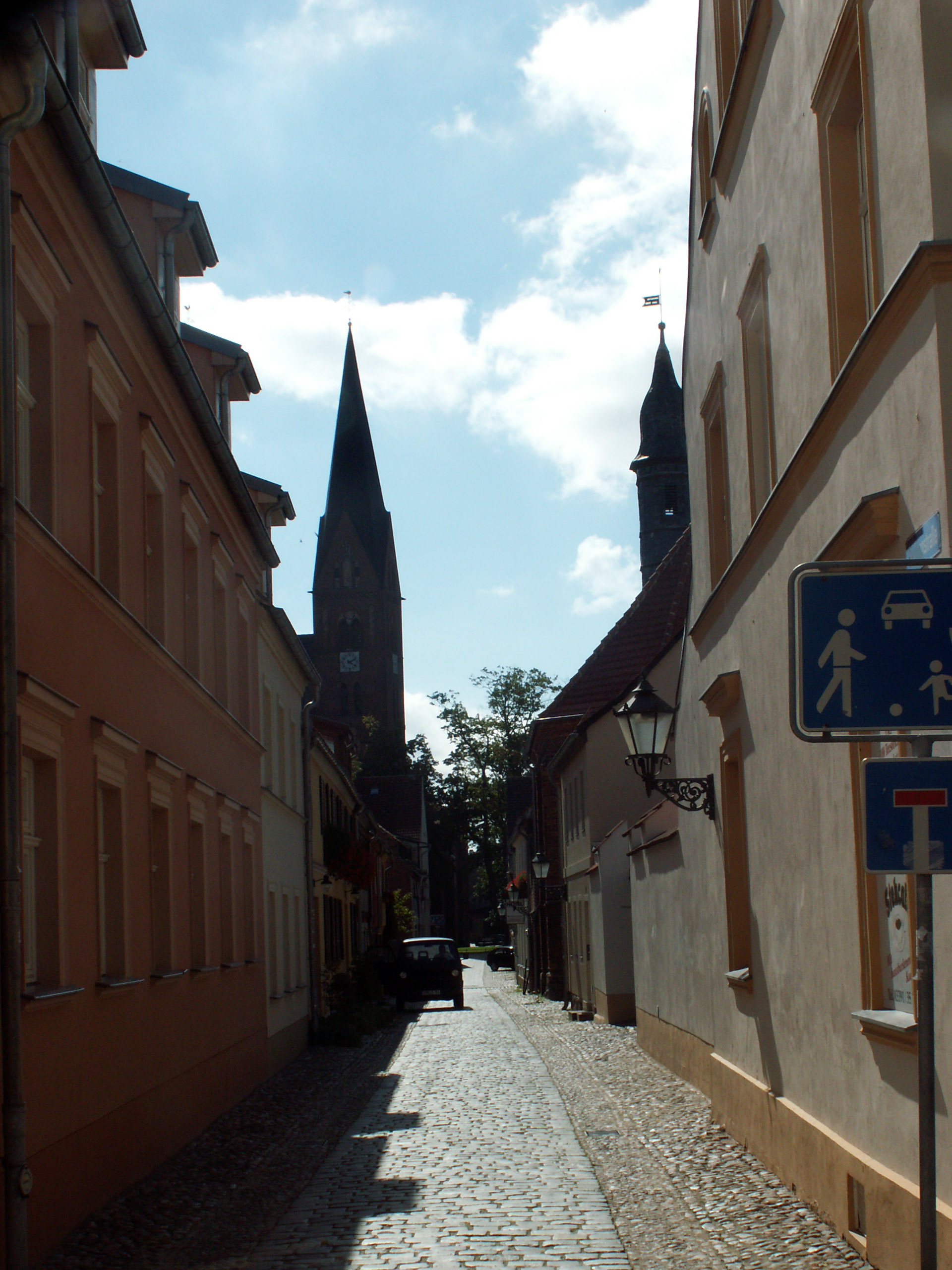
Neuruppin, Siechengasse met de Siechenhauskapel en de kloosterkerk Sankt-Trinitatis.

Fontane begint zijn Wanderungen met een beschrijving van enkele uitstapjes op en rond de Ruppiner See, waarna een uitvoerige beschrijving volgt van het stadsbeeld en belangrijke historische persoonlijkheden uit zijn geboortestad, het 50 kilometer ten noordwesten van Berlijn gelegen Neuruppin. In deze stad werd 38 jaar voor Fontane ook de architect Karl Friedrich Schinkel (1781–1841) geboren. In 1688 werd Neuruppin een van de eerste garnizoenssteden van Brandenburg. Twee regimenten worden grondig beschreven. Een tocht brengt hem in het noordelijk gelegen, later ook door Kurt Tucholsky vereeuwigde Rheinsberg met zijn slot en meer dat van Fontane zijn eerste literaire eerbetoon krijgt en een uitputtende beschrijving van zijn geschiedenis. Zijn volgende reisdoel is de "Ruppiner Schweiz" met een van de helderste meren van Noord-Duitsland, de Grote Stechlin, die een belangrijke rol zal spelen in Fontanes laatste grote roman, Der Stechlin. Hierop volgen uitstapjes naar de rivierlandschappen van de Rhin en de Dosse en de meren bij Lindow en Gransee. De volgende routes brengen de schrijver naar andere dorpen "op het plateau", zoals Ganzer, Kränzlin en Gottberg waar hij voor het eerst de parochieregisters bestudeert. Speciale belangstelling heeft Fontane voor de aantekeningen daarin over "de systematische verwoesting van het Land Ruppin" tijdens de Dertigjarige Oorlog (1618-1648).
Beschreven geslachten: Schinkel, Gentz, Von Quast en Von Jürgaß.

#### Das Oderland, 1863

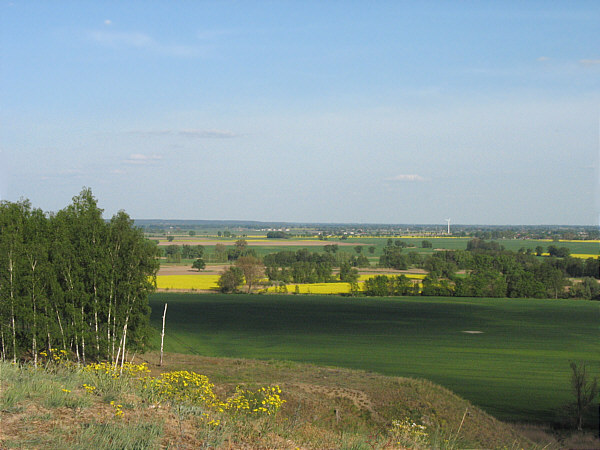
Zicht op de Oderbruch vanaf het eiland Neuenhagen.

Naast de Oder en de Oderbruch worden in het tweede deel ook het oosten van de Barnim en het Land Lebus behandeld. Fontane beschrijft uitvoerig de inspanningen die gedaan werden om de Oderbruch te ontwateren en geschikt voor de landbouw te maken. Vanaf de Ruinenberg in Freienwalde had hij het volgende uitzicht op het land aan de Oder: "Het ligt erbij als een kuip, doorstroomd door drie rivierarmen, de "luie", de "oude" en de "nieuwe" Oder, en aan beide zijden wordt het omgeven door heuvels […]. Mijlenver alleen weiden, geen akkers, geen dorpen, niets dan talloze hooibergen dicht opeen, […]  alleen maar groene velden; daartussen wat knotwilgen; soms een schuit, die over een van de Oderarmen glijdt en af en toe een met hooi geladen kar of een pannendak, waarvan het heldere rood als een lichtpunt in beeld verschijnt."
Fontanes "parel van de Märkische Schweiz", het stadje Buckow is samen met de heuvels en meren van dit "Zwitserland" onderwerp van de volgende hoofdstukken, net als zijn geliefde Schermützelsee Verder beschrijft hij Küstrin ten tijde van Markgraaf Hans, Friedland, Cunersdorf, de kastelen Friedersdorf en Neuhardenberg evenals Werbellin, het "Sparrenland" bij Prenden en het "Pfuelenland" "op de hoogten van de Barnim" bij Buckow.
Beschreven geslachten: Uchtenhagen, Von Friedland, Itzenplitz, Von Görtzke, Von der Marwitz, Von Massow, Von Pfuel en Von Sparr.

#### Havelland, 1873

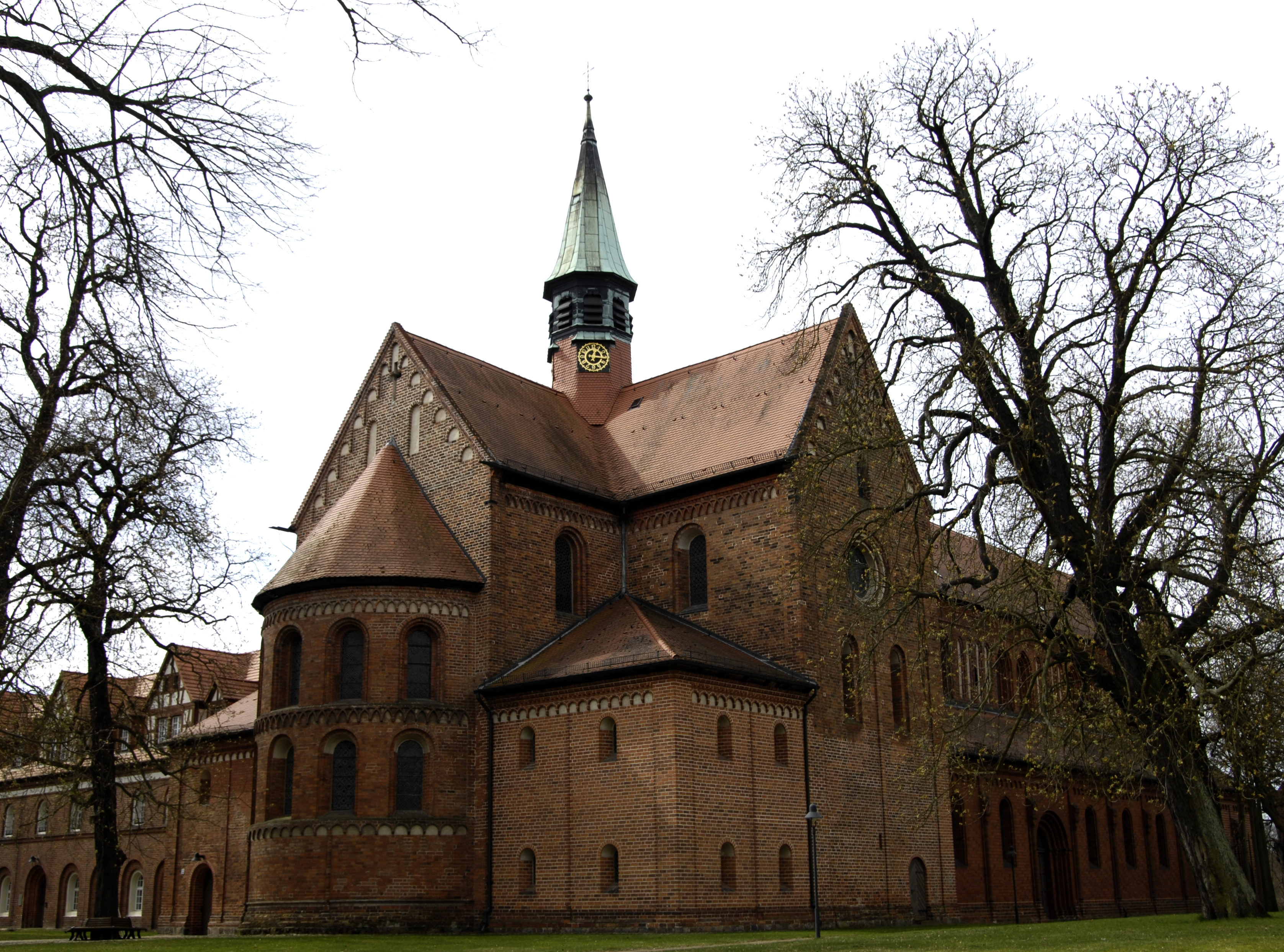
Koor van de kerk van klooster Lehnin.

"Over het geheel genomen krijgt het geschiedkundige aspect, in tegenstelling tot Oderland, in dit derde deel minder aandacht, terwijl het landschap en taferelen op de voorgrond staan", laat Fontane weten in zijn voorwoord op de tweede druk uit 1880. Desondanks begint het deel met een uitvoerige, rond de 25 pagina's tellende verhandeling over "De Wenden in de Mark" en de stichting van de Mark Brandenburg in 1157 door Albrecht de Beer. Meteen daarop volgt de uiteenzetting "De cisterciënzers in de Mark" en dat alles als voorbereiding op het hoofdstuk over het in 1180 gestichte klooster Lehnin, dat eveneens vrijwel uitsluitend het verleden beschrijft en circa 80 pagina's beslaat. Het gewicht dat Fontane hieraan toekent, wordt bevestigd door de resultaten van het recente historisch onderzoek dat het buitengewone belang van het klooster aantoont voor de stabiliteit en gebiedsuitbreiding van de jonge Mark Brandenburg onder de Ascaniërs.
In de aansluitende paragraaf over Chorin, het dochterklooster van Lehnin, krijgt het verleden zeker niet minder aandacht. Omdat ook de volgende hoofdstukken over het slot Oranienburg, over de steden en dorpen rond Spandau, Brandenburg an der Havel en Potsdam met het Pfaueninsel, Fahrland, Sacrow, Paretz, Wust, Caputh (Fontane: het Chicago van de Schwielowsee), Petzow en Werder grotendeels uitstapjes naar het verleden zijn, 
laat Fontanes eigen inschatting van het deel Havelland de lezer toch wel enigszins in onbegrip achter.
Fontane noemt het dorp Ribbeck niet, hoewel hij hiervan hij de naam en de perenboom beroemd zou maken in zijn gedicht uit 1889, Herr von Ribbeck auf Ribbeck im Havelland. Wel besteedt hij in het hoofdstuk over Groß Glienicke aandacht aan het adellijke geslacht van de Von Ribbecks. De cultureel belangrijke stad Brandenburg an der Havel wordt om dezelfde redenen als Berlijn en Potsdam niet behandeld.

#### Spreeland, 1882

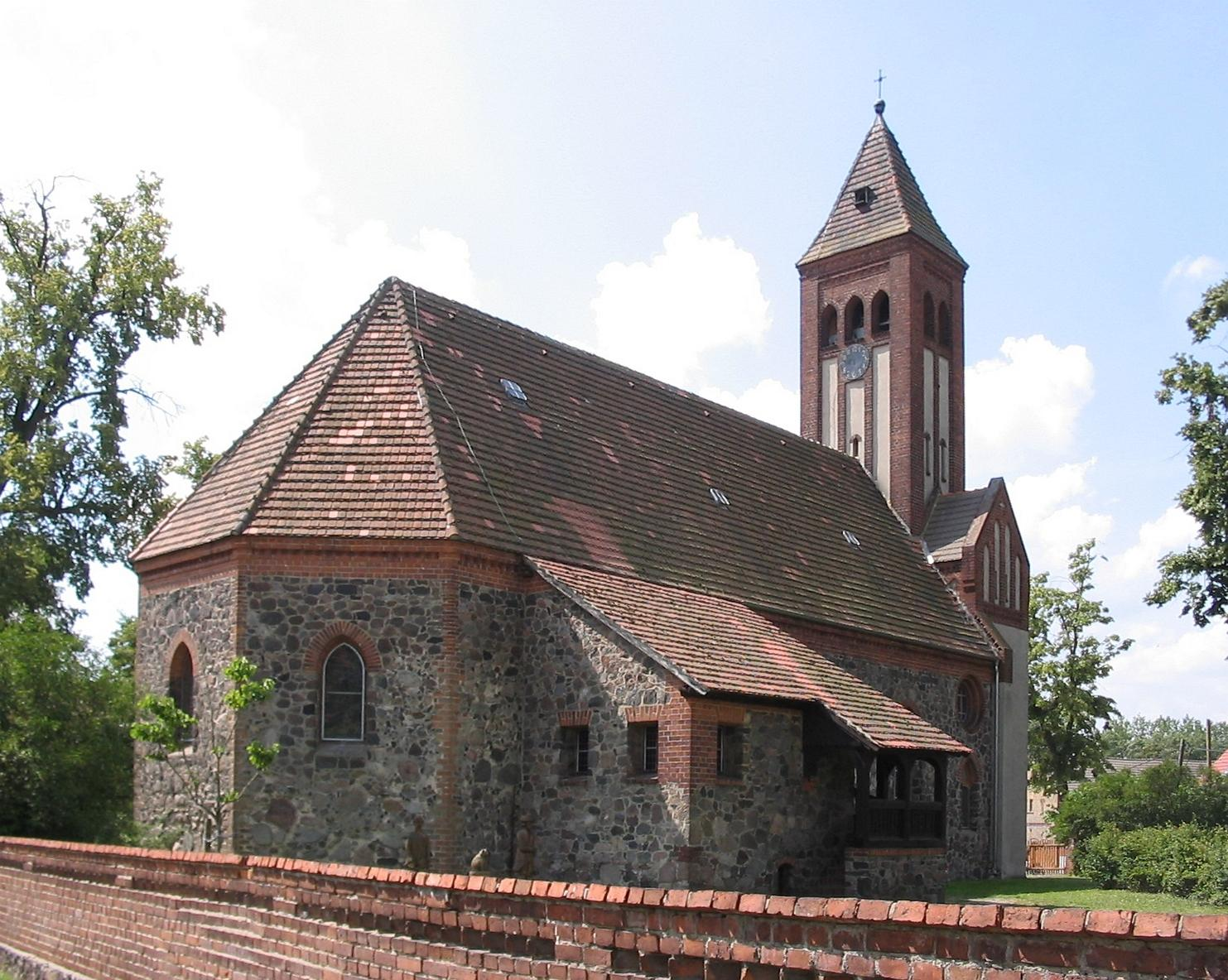
Kerk van Gröben.

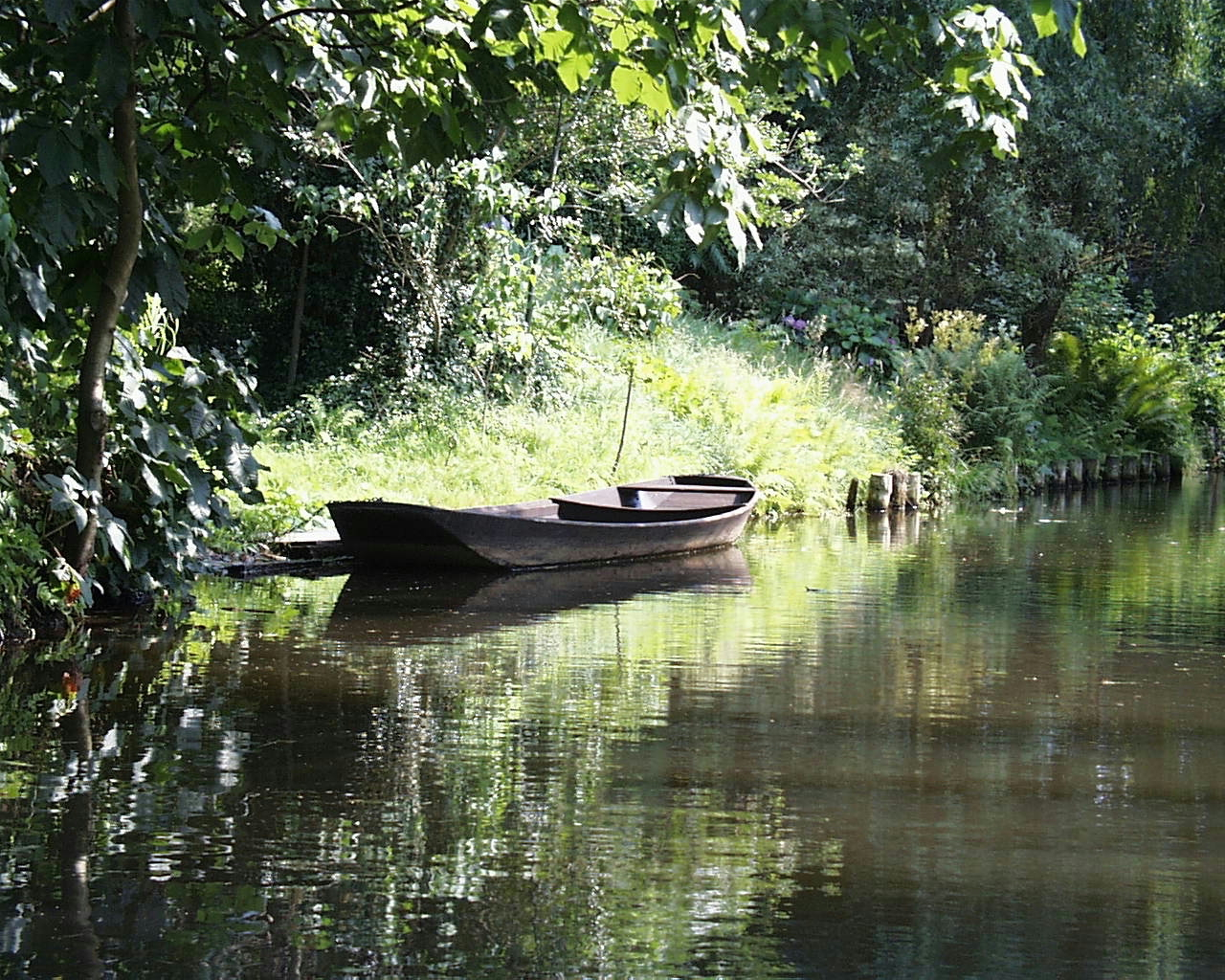
Spreewaldboot.

De Märkische landadel zoals de geslachten Von Groben, Von Schlabrendorf en Von Thümen bepaalden eeuwenlang de lotgevallen van het gebied tussen de riviertjes Nuthe en Tieplitz. Fontane noemde dit gebied de Thümensche Winkel. De rivieren, meren, families en dorpen in deze streek, zoals Gröben bij Ludwigsfelde, Blankensee, Stangenhagen en Trebbin maakt Fontane tot het hoofdonderwerp van dit deel. Het oudste parochieboek van de Mark in Gröben was voor hem een omvangrijke bron voor zijn onderzoek en voor beschrijving van de geschiedenis van de adelsgeslachten. Omdat dit gebied bovendien een belangrijke rol speelde bij het ontstaan van de Mark Brandenburg zocht Fontane in Saarmund – tevergeefs – naar de ook al voor hem "legendarische burchten aan de Nuthe" die zouden dateren uit de tijd dat de Duitsers zich naar het oosten uitbreidden in het gebied van de Slavische stammen.
Ter inleiding stelt de dichter van de Mark het in Midden-Europa unieke landschap voor van het Spreewald met zijn 970 kilometer lange net van kleine en middelgrote waterwegen naast de hoofdstroom van de Spree. Hier weten de Sorben hun eigen taal en cultuur tot in de huidige tijd te bewaren. De nog steeds "verplichte" boottocht van Lübbenau naar het dorp Lehde bracht ook 135 jaar geleden Fontane al in vervoering: "De eerste halve mijl is meteen al een meesterwerk van de natuur." "Het is de stad aan de lagune in zakformaat, Venetië zoals het 1500 jaar geleden geweest kan zijn. […] Niets is lieflijker om te zien dan dit Lehde […]".
Het deel vervolgt met het huidige Berlijnse stadsdeel Köpenick en zijn  slot, de Müggelsee en de Müggelberge, een expeditie op de Dahme (Fontanes Wendische Spree) en een "Pinksterreis naar de Teltow" naar Königs Wusterhausen en Mittenwalde. Het boek wordt afgerond met beschrijvingen van de Slag bij Großbeeren en enkele kleine dorpen.
Belangrijke geslachten: Von der Gröben, Von Schlabrendorf, Von Thümen, Woltersdorf en Von Scharnhorst.

#### Fünf Schlösser, 1889

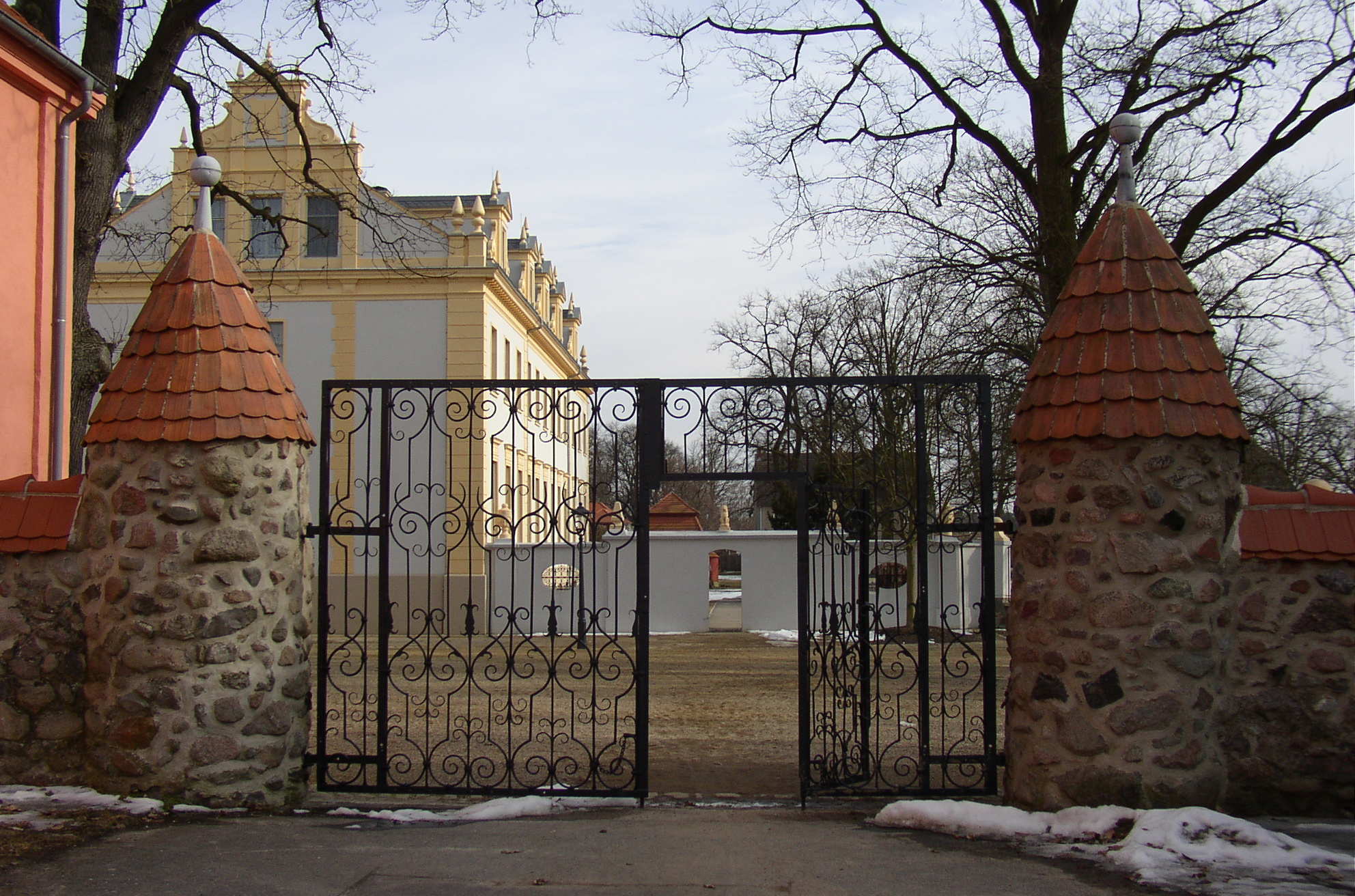
"Slot" Liebenberg.

Deze historische verhandeling bevat volgens Fontanes samenvatting in het voorwoord "een beschrijving van exact vijf eeuwen geschiedenis van de Mark Brandenburg, die begint met de dood van keizer Karel IV, afsluit met de dood van prins Karel van Pruisen en zijn beroemdere zoon Frederik Karel en die aan geen enkel tijdvak van onze geschiedenis geheel achteloos voorbijgaat, niet aan de tijd van Joachim, noch aan die van Frederik, niet aan de dagen van de Grote Keurvorst noch aan die van de Soldatenkoning en al helemaal niet aan de gevechten en ontwikkelingen van onze eigen dagen."
Centraal stelt de auteur de ontwikkeling van vijf kastelen in de Mark: Quitzöwel, Plaue, Hoppenrade, Liebenberg en Dreilinden. Volgens Fontanes eigen woorden is eigenlijk alleen Plaue een kasteel en zijn de andere herenwoningen. Net zoals de Brandenburgers hun heuvels en meren opwaarderen tot 'Zwitserlanden" worden van grotere landgoederen soms kastelen gemaakt.
Belangrijke geslachten: Von Quitzow, Von Königsmarck en Von Hertefeld.

## De kritiek over deWanderungen

### Fontane als historicus

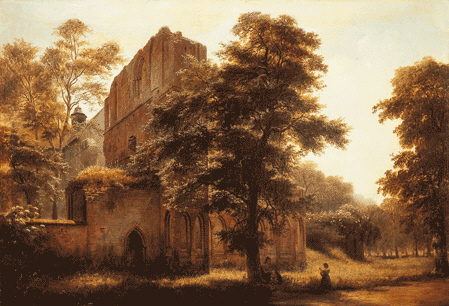
Klooster Lehnin voor de herbouw van de kloosterkerk, geschilderd door Eduard Gaertner (1859)

Veranderingen die tijdens zijn leven plaatsvonden werden door Fontane niet altijd in nieuwe edities van de Wanderungen verwerkt. Zo beschrijft Fontane in het deel Havelland uit 1873 nog de ruïne van het klooster Lehnin zoals hij deze voor 1870 had gezien. Tussen 1871 en 1877 werd de kloosterkerk echter met succes gereconstrueerd en heropgebouwd. Hierover schrijft hij in het voorwoord van de tweede druk van dit deel: "Omdat alles herzien en uitbreiden doorgaans alleen maar problemen veroorzaakt, heb ik besloten het meeste te laten zoals het was […]"

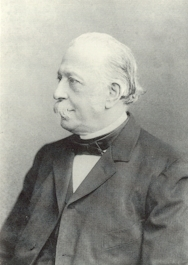
Theodor Fontane (1894).

In het nawoord van het vierde deel haalt Fontane, zonder opgave van de bron, een boekbespreking als volgt aan: "De in meer dan één opzicht overschatte Wanderungen zijn werken, waaraan de vakman, dus de beroepshistoricus, schouderophalend of tenminste als aan iets voor hem onverschilligs voorbijgaat." Deze kritiek vond Fontane niet geheel onjuist, maar hij beschouwde haar in zoverre als onterecht, dat hij nooit geclaimd had deel uit te maken van de rij van grote historici. "Wie zijn boek eenvoudig als Wanderungen aanduidt en het grotendeels met landschapsbeschrijvingen en taferelen vult, waarin afwisselend koetsiers en keuters en dan weer kasteleins en kosters het hoogste woord voeren, heeft wel voldoende aangegeven dat hij vrijwillig afstand doet van opname onder de hoogwaardigheidsbekleders en sjerpdragers van de geschiedwetenschap."
Desondanks is Fontane dankzij zijn beschrijvingen van groot belang geworden voor de geschiedwetenschap. Op 17 december 1969 kwamen de leden van de Verein für die Geschichte Berlins en het Historische Gesellschaft bijeen in Slot Charlottenburg in Berlijn om zijn 150e geboortedag te vieren. In zijn slotwoorden stelde de ondervoorzitter van het Historische Gesellschaft, Ernst Schulin: "Hij is … voor ons een sympathieker en aanbevelenswaardiger voorbeeld dan de meeste beroepshistorici, […]" Ook worden Fontanes Wanderungen tegenwoordig opgenomen in de literatuurlijst van recente vakpublicaties zoals de dissertatie van Stefan Warnatsch over het klooster Lehnin. Op grond van hun ouderdom zijn ze bovendien sowieso een waardevolle historische bron geworden, los van de juistheid van de gegevens of het oordeel van historici over Fontanes geschiedbeeld.
Fontane introduceerde begrippen als de Thümensche Winkel, die tegenwoordig standaard gebruikt  worden, terwijl hij bovendien veel heeft vastgelegd en daarmee bewaard wat er nu niet meer is. De historische feiten die hij vermeldt zijn echter deels achterhaald. Zo grijpt hij bij zijn weergave van de geschiedenis van het klooster Lehnin terug op de Boheemse kroniek van Přibík Pulkava, die de naam Lehnin herleidt tot de legende over het ontstaan van het klooster. In het licht van het recente onderzoek van Stefan Warnatsch is deze interpretatie nauwelijks houdbaar. Ook zal tegenwoordig geen enkele wandelaar meer de "verdwenen" vierde Nutheburg bij Saarmund zoeken, aangezien archeologisch onderzoek inmiddels heeft aangetoond dat deze een stuk noordelijker lag bij Drewitz.

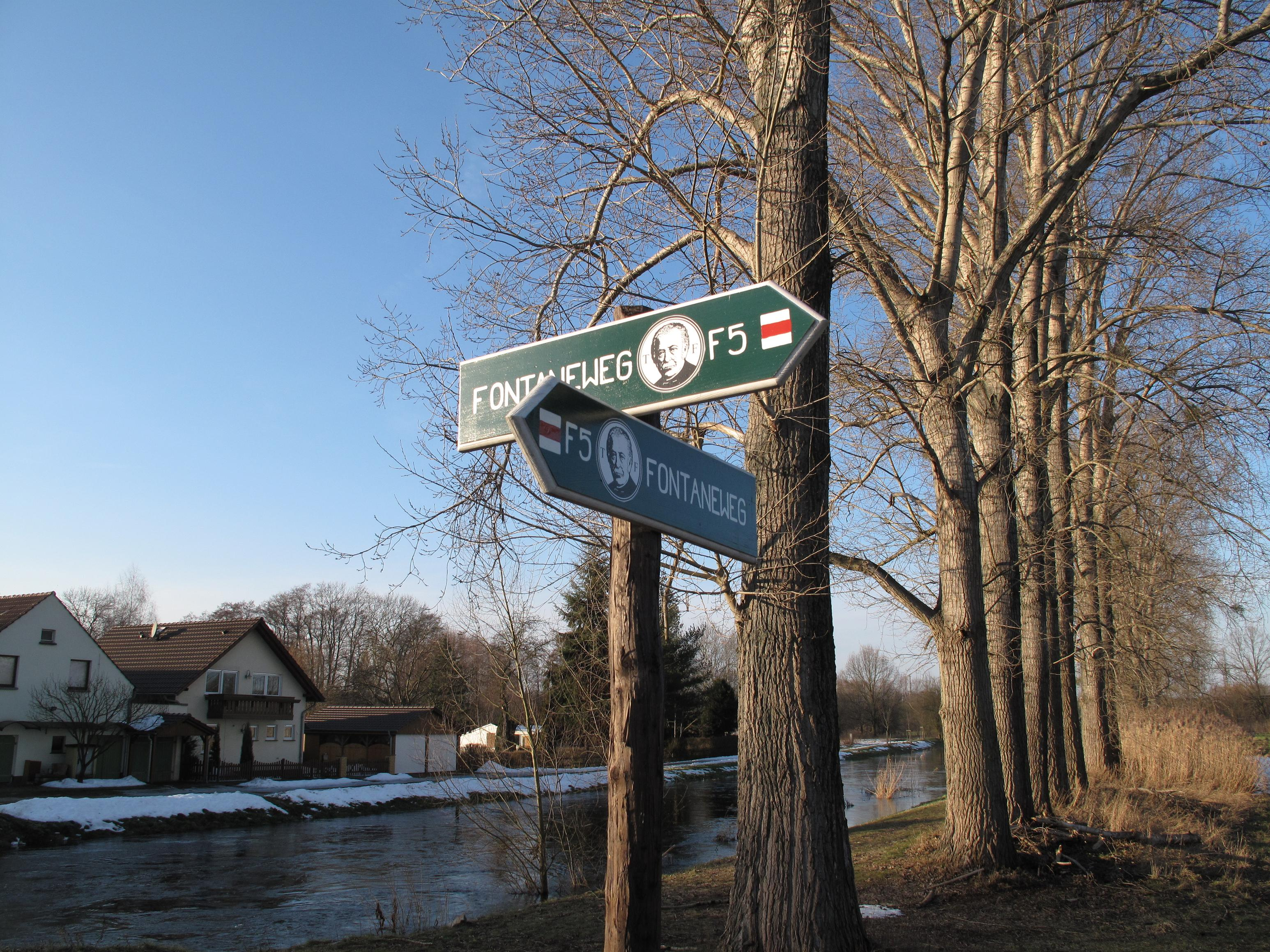
Bordjes van een van de Fontanewandelroutes.

Een breed publiek vindt Fontanes mengeling van couleur locale, verhalen, anekdotes en legenden met "harde" historische data nog steeds de moeite waard om te lezen. Een groot aantal wandelclubs volgt doelbewust zijn voetsporen en verschillende plaatsen in Brandenburg hebben Fontanewandelroutes uitgezet. Ook al was Fontane nooit een geschiedwetenschapper en wilde hij dat ook niet zijn, toch heeft hij op deze wijze meer bijgedragen aan begrip van de geschiedenis van Brandenburg en het historisch besef van de Brandenburgers dan menige wetenschappelijke verhandeling.

### Basis voor de romans
De informatie die Fontane tijdens zijn ontmoetingen en het historisch onderzoek voor de Wanderungen verzamelde, legde het fundament voor zijn grote romans zoals Effi Briest (1895) en Der Stechlin (1899). De schrale zandvlakten en onbegaanbare moerassen, de broekbossen, kastelen en kerken, de karakters en de verhalen die hij in de vijf banden beschrijft zijn terug te vinden in de romans. De sage van de rode haan, een terugkerend onderwerp in Der Stechlin, staat al in het eerste deel van de Wanderungen uit 1862.
De diepgang van de kennis die Fontane verworven had van de samenleving in de Mark en van haar problemen met het zich instellen op de veranderende tijden bleek reeds in het verhaal Schach von Wuthenow dat hij in 1882 in de Vossische Zeitung publiceerde. Hij schetste de ritmeester Schach noch als een oppervlakkige levensgenieter noch als een starre officier die de Pruisische erecode personifieerde, maar als een mens die beide tegelijkertijd is: een gedisciplineerde Pruisische officier en een geestrijke man, die ten prooi valt aan zijn zinnen – een tegenspraak die hij niet weet te overwinnen en die tot zijn zelfmoord leidt.

### "Luizendichter, uit passie"
Waar Fontane tegenwoordig vooral vanwege zijn romans bekend is, werden tijdens zijn leven en in het begin van de twintigste eeuw de Wanderungen meer gewaardeerd. Ondanks hun succes waren zij ook bij tijdgenoten niet onomstreden. Voor de adel waren ze te liberaal, voor de liberalen waren ze te conservatief. Deze gemengde ontvangst weerspiegelt Fontanes ambivalente houding ten opzichte van de adel en de staat, die nog steeds niet helder is. Waarschijnlijk is zij ook niet op te helderen, maar is zij een tegenstrijdigheid in Fontanes persoonlijkheid, die uit zijn levensloop verklaard kan worden. Enerzijds had Fontane grote liefde en bewondering voor de Pruisische adel en het traditionele Pruisen, waarvoor hij met de Wanderungen een monument oprichtte. Anderzijds steunde hij in 1848 de maartrevolutie en schreef hij sceptische en kritische teksten zoals in een brief aan zijn vriend Georg Friedlaender van 6 mei 1895: "Mijn haat tegen alles wat de nieuwe tijd ophoudt groeit gestaag. En de mogelijkheid, ja waarschijnlijkheid, dat het nieuwe alleen kan winnen na een gruwelijk gevecht, kan mij er niet van weerhouden deze overwinning van het nieuwe te wensen. […] Pruisen was een leugen, nu breekt het licht der waarheid door […]."
Zowel in besprekingen uit Fontanes eigen tijd als in hedendaagse recensies wordt gewezen op zijn breedsprakigheid. Herbert Roch, die met zijn boek Fontane, Berlin und das 19. Jahrhundert uit 1962 van beslissende invloed was op de Fontanerenaissance die in die jaren begon, kreeg bij menig hoofdstuk de indruk verzeild te zijn geraakt in de "plaatselijke rommelzolder". Fontane verklaarde dit niet geheel onbegrijpelijke en ook in zijn tijd al opgeworpen verwijt in een brief aan zijn vrouw van 8 augustus 1883 uit zijn neiging om "steeds de zogenaamde hoofdzaken snel af te handelen zodat ik liefderijk, misschien te liefderijk kan verwijlen bij de bijzaken. […] Dan ben ik een luizendichter, deels zelfs uit passie; maar toch vooral omdat er geen leeuw aanwezig is." De "luizendichter" Fontane probeerde inderdaad niet om "leeuwen" als Berlijn en Potsdam te temmen.
In de DDR werden de Wanderungen zeer gewaardeerd omdat Brandenburg een populair recreatiegebied was. Na de Duitse eenwording hebben veel West-Duitsers Brandenburg herontdekt als het decor van de "Wanderungen". Na omvangrijke restauraties en landschapsbescherming vertonen dorpen, steden, kerken, kloosters, kastelen en landschappen zich weer als de juweeltjes die Fontane beschreef. De recente explosie van wandelgroepen en literaire reizen in Fontanes voetsporen, de verenigingen, evenementen en voordrachten rondom de schrijver zijn uiting van de Fontanerenaissance, die voorlopig haar literaire hoogtepunt heeft in de roman Ein weites Feld van Günter Grass, een winnaar van de Nobelprijs voor de Literatuur .

### "Een wandelaar volgens het boekje"

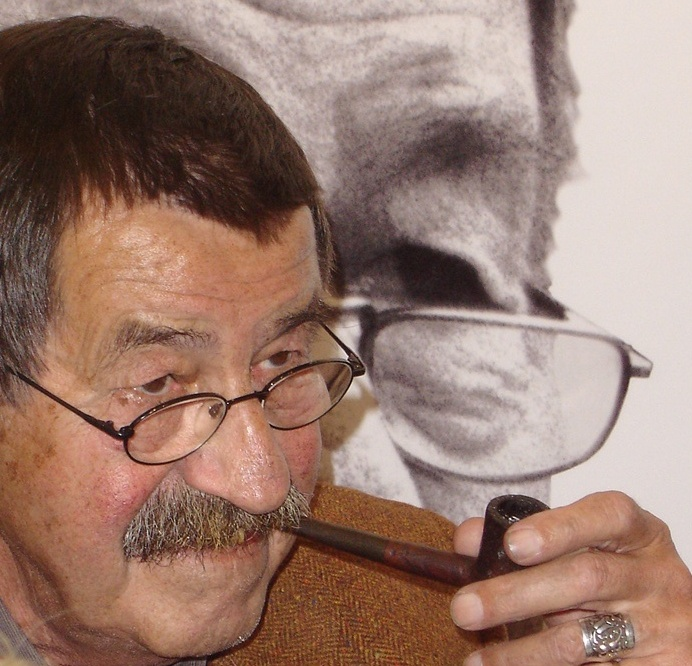
Günter Grass (2004)

Günter Grass' roman Ein weites Feld uit 1995 heeft als titel een citaat uit Effi Briest en is in haar geheel een eerbetoon aan Fontane. Het hoofdpersonage Fonty springt onder begeleiding van zijn schaduw-voor-dag-en-nacht Hoftaller heen en weer tussen de tijd van de Duitse eenwording (1989) en de tijd van Fontane, terwijl in de woorden van Fonty talloze citaten uit diens werk zijn terug te vinden. Bovendien laat Grass zijn Fontane verschillende plekken uit de Wanderungen bezoeken en deze vanuit hedendaags perspectief met de oude woorden van commentaar voorzien.
Met de beschrijving van een wandeling van Fonty op het eiland Hiddensee in de Oostzee richt Günter Grass voor de beschrijver van de Mark en zijn al bijna 150 jaar lang tijdloze werk Wanderungen durch die Mark Brandenburg een monument in woorden op: "De wandelaar volgens het boekje. Wij zien Fonty onderweg over de betonweg van het klooster naar Vitte, langs hondsroos en rijpende duindoorn … Hij wandelt met een stok onder zijn Bulgaarse zomerhoed en draagt bij zijn lichte broek een strogeel jasje, beide een beetje verkreukeld."

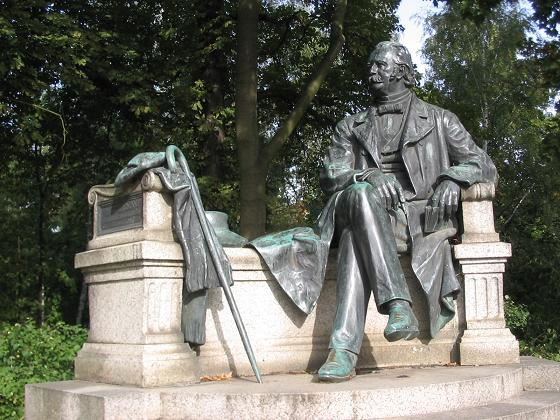
Standbeeld van Fontane in Neuruppin. Er is ruimte genoeg voor "Fonty".

Bovendien ontvangt Fontane in de roman van Grass het ongebruikelijke eerbetoon dat hij na zijn dood in de persoon van Fonty op zijn eigen standbeeld mag zitten en zichzelf mag eren: "Natuurlijk hebben mijn brave Neuruppiners toen het standbeeld, overigens bij prachtig weer, op 8 juni werd onthuld, niet de weinig gelezen romanschrijver, maar vooral – men zou ook kunnen zeggen: uitsluitend – de dichter van de Wanderungen durch die Mark […] willen eren."

### Nederland
De receptie in Nederland van de Wanderungen was vrij gering en ze zijn nooit vertaald aangezien ze te veel kennis van de details van de Pruisische geschiedenis veronderstellen. Een uitzondering is de schrijver Maarten 't Hart die het in een artikel over Fontane uit 1985  heeft over "de zeer omvangrijke maar nog steeds zo leesbare en verrukkelijke drie delen over de Wanderungen durch die Mark Brandenburg". Als slotakkoord van zijn betoog schrijft hij: "waar elders vindt men zoveel kostelijke anekdotes, zulke prachtige landschapsbeschrijvingen, zoveel boeiende uitweidingen over de geschiedenis als in de onvolprezen Wanderungen durch die Mark Brandenburg?"

## Filmversie
- Wanderungen durch die Mark Brandenburg – regie: Eberhard Itzenplitz, verteller:  Klaus Schwarzkopf, draaiboek: Horst Pillau. De reeks bestond uit 5 delen die in 1985 werden opgenomen en in 1986/87 uitgezonden door de ZDF. De vijf delen van de reeks volgen de vijf delen van het boek.